# Кастальдо, Маттео
Маттео Кастальдо (итал. Matteo Castaldo; род. 11 декабря 1985, Неаполь) — итальянский гребец, выступающий за национальную сборную Италии по академической гребле с 2003 года. Двукратный бронзовый призёр Олимпийских игр (2016 и 2020), чемпион мира и Европы, победитель и призёр этапов Кубка мира.

## Биография
Маттео Кастальдо родился 11 декабря 1985 года в Неаполе, Италия. Приходится внуком известному итальянскому яхтсмену Карло Роланди, участнику Олимпийских игр 1960 года в Риме. Заниматься греблей начал в возрасте одиннадцати лет в 1996 году, проходил подготовку в клубе R.y.c.c. Savoia.
Дебютировал на международном уровне в сезоне 2003 года, заняв четвёртое место в двойках на юниорском чемпионате мира в Афинах. Два года спустя вошёл в основной состав итальянской национальной сборной и впервые выступил на Кубке мира.
В 2007 году завоевал серебряную медаль в двойках распашных без рулевого на молодёжном мировом первенстве в Глазго.
В 2013 году в безрульных двойках стал серебряным призёром этапа Кубка мира в Люцерне, занял четвёртое место на чемпионате Европы, тогда как на чемпионате мира финишировал шестым.
На мировом первенстве 2015 года в Эглебетт-ле-Лак одержал победу в зачёте безрульных четвёрток.
Благодаря череде удачных выступлений удостоился права защищать честь страны на летних Олимпийских играх 2016 года в Рио-де-Жанейро — в программе четвёрок распашных без рулевого совместно с партнёрами по команде Доминико Монтроне, Маттео Лодо и Джузеппе Вичино благополучно вышел в финал и показал в решающем заезде третий результат, уступив только командам из Великобритании и Австралии.
Став бронзовым олимпийским призёром, Кастальдо остался в составе главной гребной команды Италии и продолжил принимать участие в крупнейших международных регатах. Так, в 2017 году в распашных четвёрках он выиграл чемпионат Европы в Рачице и получил серебро на чемпионате мира в Сарасоте.
В 2018 году добавил в послужной список серебряную награду, полученную в четвёрках на мировом первенстве в Пловдиве.